# Thoraise
Thoraise är en kommun i departementet Doubs i regionen Bourgogne-Franche-Comté i östra Frankrike. Kommunen ligger i kantonen Boussières som tillhör arrondissementet Besançon. År 2022 hade Thoraise 336 invånare.

## Befolkningsutveckling
Antalet invånare i kommunen Thoraise
Referens:INSEE